# Confederação Brasileira de Voleibol
Confederação Brasileira de Voleibol (CBV) é a entidade máxima do Voleibol e Voleibol de praia no Brasil. É responsável pela organização de campeonatos nacionais, como a Superliga (masculina e feminina), e administração das seleções nacionais. A entidade é filiada ao Comitê Olímpico do Brasil (COB) e à Confederação Sul-Americana de Voleibol (CSV). A sede está localizada na Barra da Tijuca, Rio de Janeiro.
É considerada uma das confederações esportivas mais organizadas do Brasil, e consequentemente tem um dos esportes que apresentam o maior crescimento de interesse no país. A CBV é responsável por oito medalhas de ouro nas Olimpíadas, sendo cinco na quadra e três na praia. A entidade conta atualmente com 27 federações filiadas e mais de 87 mil atletas - entre vôlei de quadra e praia - em seus cadastros.

## História
A CBV foi fundada em 6 de agosto de 1954. No início, o voleibol brasileiro era ligado à Confederação Brasileira de Desportos (CBD). Seu primeiro presidente foi o ex-jogador Denis Rupet Hathaway, entre 14 de março de 1955 e 15 de fevereiro de 1957.
Com a presidência de Carlos Arthur Nuzman, outro ex-jogador, a entidade deu um salto qualitativo. Assumindo a Confederação em 1975, Nuzman investiu em marketing esportivo e gestão administrativa, o que acabou gerando muitos resultado para o vôlei brasileiro. O resultado foi de tamanha expressividade que, vinte anos depois, Nuzman assumiu a presidência do COB.
Para um mandato provisório, Walter Pitombo Laranjeiras assumiu em 1995, e continuou o modelo vencedor de Nuzman, comandando o ciclo olímpico de 1996. Em 1997 o comando da CBV passou para o ex-jogador Ary Graça Filho. Mais um veterano das quadras, ele dimensionou os investimentos em qualidade e tornou a CBV uma entidade esportiva com gestão profissional, sendo a primeira entidade esportiva do mundo a ter um certificado ISO 9000:2001, além de ser considerada pela Federação Internacional como a "Mais bem-sucedida Federação do mundo", pelo triênio 1997/98/99. Neste período, o Brasil passou a figurar entre as principais potências mundiais do voleibol e o time a ser batido. Um dos maiores legados de Ary Graça no voleibol foi a implantação do CDV - Centro de Desenvolvimento do Voleibol, em Saquarema, um dos mais modernos centros de treinamentos do mundo, referência para outras modalidades, e talvez o ingrediente principal nas conquistas de medalhas e títulos em cadeia desde 2001, ano de sua idealização. A inauguração do CDV foi em agosto de 2003. O sucesso de Ary Graça no Brasil credenciou o mandatário do voleibol a vencer as eleições da FIVB em 2012. Acumulando também a Confederação Sul-americana de Voleibol e a FIVB, Graça renunciou à presidência da CBV em 2014.
Desde março de 2014, Walter Pitombo Laranjeiras é o presidente da CBV. Ele assumiu depois da renúncia de Ary Graça e que envolveu uma série de reportagens sobre contratos de acompanhamento de patrocínios dentro da CBV. Toroca, como é conhecido no meio do voleibol, é presidente da Federação Alagoana de Voleibol, e instituiu um novo organograma da entidade, com uma equipe de gestão que conduzirá o vôlei brasileiro até os Jogos Olímpicos do Rio de Janeiro, em 2016. O advogado Neuri Barbieri, ocupa o cargo de Superintendente Geral da CBV. 

## Presidentes
- 1955–1957: Denis Rupet Hathaway
- 1957–1959: Abrahão Antônio Jaber
- 1959–1961: Paulo Monteiro Mendes
- 1961–1975: Roberto Moreira Calçada
- 1975–1995: Carlos Arthur Nuzman[3]
- 1995–1997: Walter Pitombo Laranjeiras
- 1997–2014: Ary Graça Filho
- 2014–2023: Walter Pitombo Laranjeiras[1]
- 2023–: Radamés Lattari[1]

## Unidades de Negócio
| Presidência                              | Liderar o processo de gestão do voleibol brasileiro. |
| Superintendência                         | Planejar e coordenar as atividades relativas à CBV, organizando e orientando as equipes de trabalho, estabelecendo rotinas, procedimentos e sistemas que otimizem tais atividades dentro dos padrões de qualidade estabelecidos, contribuindo, assim, para o adequado desenvolvimento dos trabalhos e consequentes conquistas de resultados que venham promover a excelência do voleibol brasileiro. |
| Imprensa                                 | Promover o voleibol brasileiro perante os veículos de comunicação e administrar o relacionamento com a mídia. |
| COBRAV - Comissão Nacional de Arbitragem | Normatizar e desenvolver a arbitragem do voleibol no Brasil. |
| Seleções                                 | Gerenciar as atividades das Seleções Brasileiras de Voleibol (Campeonatos tais como a Liga Mundial, o World Grand Prix, os Mundiais, etc). |
| Vivavôlei                                | Gerenciar as atividades pertinentes ao Programa Social VivaVôlei. Site: www.vivavolei.com.br |
| Vôlei de Praia                           | Gerenciar as atividades pertinentes ao Vôlei de Praia. (Campeonatos tais como Circuito Banco do Brasil, Circuito Mundial, etc). |
| Competições Nacionais                    | Normatizar e Organizar Campeonatos e Torneios Nacionais e Internacionais de Voleibol de Quadra. (Competições tais como Grand Prix Vôlei Brasil, Superliga, Copa Brasil, Campeonatos Brasileiros de Seleções, etc.) |
| Marketing                                | Desenvolver e promover os produtos do voleibol brasileiro, objetivando superar as expectativas dos consumidores e buscar parcerias. |
| CONAT - Comissão Nacional de Treinadores | Coordenar os cursos de formação e desenvolvimento de treinadores. |
| Eventos                                  | Organizar e Coordenar os Eventos das Seleções Brasileiras no Brasil, Eventos Especiais das Competições Nacionais e Eventos Institucionais da CBV. |
| Administração                            | Organizar e gerenciar atividades de apoio, tais como: tecnologia, contabilidade, gestão de pessoas, tesouraria, jurídico, armazém esportivo, registro e transferência de atletas e profissionais, serviço ao pessoal, passagens e hospedagens, arquivo inativo e planejamento. |
| Fonte: Site oficial da CBV               | |

## Campeonatos

### Quadra

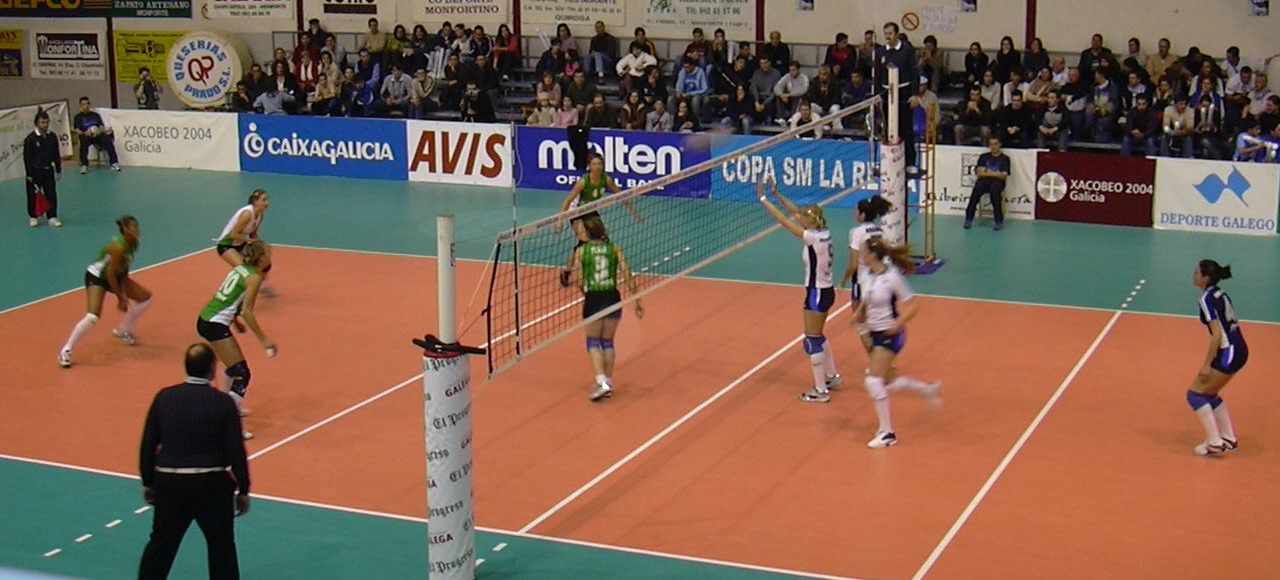
Partida de voleibol feminino de quadra

A CBV organiza diversos campeonatos nacionais ao longo de uma temporada. As categorias de base, como a "juvenil" e a "infanto", disputam o Campeonato Brasileiro de Seleções, com uma disputa entre estados, em alguns casos com três divisões. Para a categoria "master" é realizado o Vôlei Master, competição para jogadores distribuídos por idade. 

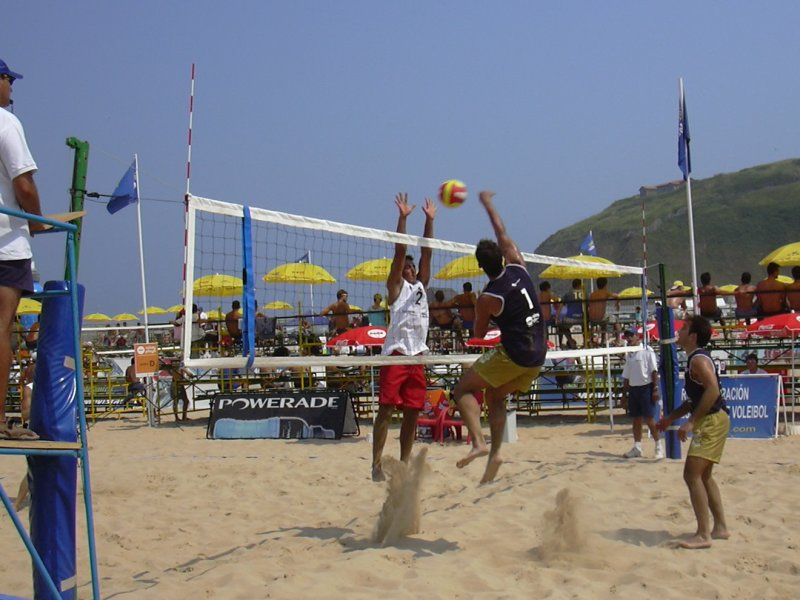
Partida de voleibol de areia

As principais competições do ano, para os profissionais, são a Superliga e a Superliga B, a Copa Brasil e a Supercopa.

### Praia
Os campeonatos de vôlei de praia são o Rei da Praia, a Rainha da Praia, o Desafio dos Reis, o Desafio das Rainhas, o Campeonato Brasileiro Sub-19, o Campeonato Brasileiro Sub-21 e o Circuito Banco do Brasil.

## Federações
A seguir uma lista com as federações estaduais filiadas à CBV.
| UF | Federação                                     |  |
| -- | --------------------------------------------- |  |
| AC | Federação Acreana de Voleibol                 |  |
| AL | Federação Alagoana de Voleibol                |  |
| AM | Federação Amazonense de Voleibol              |  |
| AP | Federação Amapaense de Voleibol               |  |
| BA | Federação Baiana de Voleibol                  |  |
| CE | Federação Cearense de Voleibol                |  |
| DF | Federação Brasiliense de Voleibol             |  |
| ES | Federação Espírito-Santense de Voleibol       |  |
| GO | Federação Goiana de Voleibol                  |  |
| MA | Federação Maranhense de Voleibol              |  |
| MG | Federação Mineira de Voleibol                 |  |
| MT | Federação Matogrossense de Voleibol           |  |
| MS | Federação de Voleibol do Mato Grosso do Sul   |  |
| PA | Federação Paraense de Voleibol                |  |
| PB | Federação Paraibana de Voleibol               |  |
| PE | Federação de Voleibol do Estado de Pernambuco |  |
| PI | Federação Piauiense de Voleibol               |  |
| PR | Federação Paranaense de Voleibol              |  |
| RJ | Federação de Voleibol do Rio de Janeiro       |  |
| RN | Federação Norte-Riograndense de Voleibol      |  |
| RO | Federação Rondoniense de Voleibol             |  |
| RR | Federação Roraimense de Voleibol              |  |
| RS | Federação Gaúcha de Voleibol                  |  |
| SC | Federação Catarinense de Voleibol             |  |
| SE | Federação Sergipana de Voleibol               |  |
| SP | Federação Paulista de Volleyball              |  |
| TO | Federação Tocantinense de Voleibol            |  |
|    |                                               |  |

## Seleção Brasileira de Vôlei Feminino
Última convocação realizada para a Liga das Nações de Voleibol Feminino de 2025 (Lódz):
| Camisa | Nome                   | Posição     | Idade | Altura | Peso | Clube atual                         | Naturalidade |
| ------ | ---------------------- | ----------- | ----- | ------ | ---- | ----------------------------------- | ------------ |
| 2      | Diana Duarte           | Central     | 26    | 1,94   | 69   | Barueri Volleyball Club             | SP           |
| 3      | Macris Carneiro        | Levantadora | 35    | 1,77   | 60   | Praia Clube                         | SP           |
| 4      | Lorena Viezel          | Central     | 26    | 1,90   | 76   | Praia Clube                         | MS           |
| 7      | Rosamaria Montibeller  | Oposta      | 31    | 1,85   | 74   | Airybess                            | SC           |
| 8      | Júlia Kudiess          | Central     | 22    | 1,92   | 82   | Minas Tênis Clube                   | DF           |
| 9      | Roberta Ratzke         | Levantadora | 35    | 1,85   | 68   | Türk Hava Yollan                    | PR           |
| 10     | Gabriela Guimarães     | Ponteira    | 31    | 1,80   | 60   | Imoco Volley                        | MG           |
| 12     | Ana Cristina*          | Ponteira    | 21    | 1,93   | 79   | Fenerbahçe Spor Kulübü              | RJ           |
| 15     | Helena Wenk Hoengen    | Ponteira    | 20    | 2,00   | 68   | Sesc RJ/Flamengo                    | SC           |
| 16     | Kisy Nascimento        | Oposta      | 25    | 1,91   | 81   | sem dados                           | SP           |
| 17     | Júlia Bergamann        | Ponteira    | 24    | 1,91   | 83   | Türk Hava Yolları Spor Kulübü       | Alemanha     |
| 18     | Jheovana Sebastião     | Oposta      | 24    | 1,94   | 90   | Barueri Volleyball Club             | SP           |
| 19     | Tainara Santos         | Oposta      | 25    | 1,90   | 81   | Pallavolo Scandicci Savino Del Bene | SP           |
| 22     | Laís Vasques           | Líbero      | 29    | 1,74   | 73   | Sesc RJ/Flamengo                    | RJ           |
| 30     | Marcelle Arruda        | Libero      | 23    | 1,68   | 54   | Fluminense Football Club            | sem dados    |
|        | José Roberto Guimarães | Treinador   | 70    |        |      | Türk Hava Yolları Spor Kulübü       | SP           |

*Ana Cristina sofreu uma lesão durante a fase classificatória, deixando o campeonato (VNL Feminino - 2025)

## Seleção Brasileira de Vôlei Masculino
Última convocação realizada em 27 de junho de 2021 para os Jogos Olímpicos de Tóquio 2020
| Camisa | Nome             | Posição    | Idade | Altura | Peso | Clube atual                | Naturalidade |
| ------ | ---------------- | ---------- | ----- | ------ | ---- | -------------------------- | ------------ |
| 1      | Bruno            | Levantador | 35    | 1,90   | 76   | Modena Volley              | RJ           |
| 5      | Maurício Borges  | Ponteiro   | 32    | 2,00   | 99   | Tonno Callipo Volley       | AL           |
| 6      | Fernando Cachopa | Levantador | 25    | 1,85   | 85   | Sada Cruzeiro Vôlei        | RS           |
| 8      | Wallace          | Oposto     | 35    | 1,98   | 85   | Sada Cruzeiro Vôlei        | SP           |
| 9      | Leal             | Ponteiro   | 33    | 2,01   | 104  | Modena Volley              | HAVANA       |
| 12     | Isac             | Central    | 30    | 2,05   | 84   | Sada Cruzeiro Vôlei        | RJ           |
| 13     | Maurício Souza   | Central    | 33    | 2,09   | 106  | SEM CLUBE                  | MG           |
| 14     | Douglas Souza    | Ponteiro   | 26    | 1,99   | 75   | Farma Conde Vôlei São José | SP           |
| 16     | Lucas            | Central    | 35    | 2,08   | 110  | Vôlei Campinas             | RS           |
| 10     | Thales           | Líbero     | 32    | 1,87   | 00   | FUNVIC Natal               | PR           |
| 18     | Lucarelli        | Ponta      | 29    | 1,96   | 79   | Volley Lube Civitanova     | MG           |
|        | Bernardinho      | Treinador  | 64    |        |      |                            | RS           |